# Joseph Deiss
Pour les articles homonymes, voir Deiss.
Joseph Deiss, né le 18 janvier 1946 à Fribourg (originaire de Zeihen), est un économiste et homme politique suisse, membre du Parti démocrate-chrétien. Il est conseiller fédéral de 1999 à 2006, président de la Confédération en 2004 et est président de la 65e session de l'Assemblée générale des Nations unies de septembre 2010 à septembre 2011.

## Biographie

### Famille et origines
Joseph Deiss naît le 18 janvier 1946 à Fribourg. Sa famille paternelle est originaire de Zeihen, dans le canton d'Argovie. Son père, qui porte le même prénom que lui, tient un magasin-atelier d’encadrement à Fribourg ; sa mère est née Marie-Christine Schaller. 
Il est le deuxième d'une fratrie de quatre enfants. Son frère cadet, Nicolas Deiss, est préfet du district de la Sarine de 1996 à 2008.
En 1969, il épouse Elisabeth (Babette) Muller, fille d’Henri Muller, entrepreneur-paysagiste, et de Jeanne Canisia née Rey. Le couple a trois enfants.

### Études et parcours professionnel
Il suit sa scolarité à Fribourg et obtient une maturité au Collège Saint-Michel en 1964. Il fait ensuite des études de sciences économiques et sociales à l’Université de Fribourg, couronnées par une licence en 1968 et un doctorat en 1972.  
Il est professeur au collège Saint-Michel de 1968 à 1983 et chargé de cours en économie politique à l’Université de Fribourg de 1973 à 1983 (habilitation en 1976). Il est nommé professeur extraordinaire en 1983, puis professeur ordinaire en 1984, poste qu'il occupe jusqu'à son élection au Conseil fédéral. Il est par ailleurs doyen de la faculté des sciences économiques et sociales de 1996 à 1998 et préposé à la surveillance des prix de 1993 à 1996.  
Après son retrait du Conseil fédéral, il est professeur invité à la faculté des sciences économiques et sociales de l’Université de Fribourg de 2007 à 2011. 

### Parcours politique
Membre du Parti démocrate-chrétien, il est député au Grand Conseil fribourgeois de 1981 à 1991, année durant laquelle il en est le président. De 1982 à 1996, il est aussi syndic (président) de la commune de Barberêche, sa commune de résidence. De 1991 à 1999, il siège au Conseil national dont il est vice-président de la commission de politique extérieure en 1995-1996. Il est préposé à la surveillance des prix de 1993 à 1996 (Monsieur prix) puis devient président de la commission du Conseil national pour la révision totale de la constitution qui est adoptée le 18 avril 1999.

#### Ministre des affaires étrangères
Il est élu au Conseil fédéral le 11 mars 1999, avec une voix de plus que son rival démocrate-chrétien Peter Hess), devenant le 104e conseiller fédéral de l'histoire. Il succède à Flavio Cotti à la tête du département fédéral des affaires étrangères le 1er mai 1999. Cette période voit la Suisse adhérer à l’ONU (10 septembre 2002). Il parvient à être réélu au Conseil fédéral le 10 décembre 2003, malgré la perte d’un siège par son parti, en l’emportant sur Ruth Metzler-Arnold lors du renouvellement du gouvernement.

#### Ministre de l'économie
Le 1er janvier 2003, il reprend le département fédéral de l'économie, à la tête duquel il succède à Pascal Couchepin, alors que les affaires étrangères sont reprises par Micheline Calmy-Rey. Il y est confronté à la faible croissance économique, à la montée du chômage, notamment des jeunes, et à la mutation de l’agriculture suisse. Il défend avec succès l’extension des accords bilatéraux sur la libre-circulation des personnes aux dix nouveaux membres de l’Union européenne et cherche sans succès à conclure un accord de libre-échange avec les États-Unis.
Il est président de la Confédération du 1er janvier au 31 décembre 2004 et effectue notamment une visite remarquée au Japon. Il reçoit à Berne le président polonais Aleksander Kwaśniewski, puis annonce le 27 avril 2006 sa démission du Conseil fédéral au 31 juillet. Il a précisé vouloir partir « alors que tout va bien » et « sans pression de son parti » et « laisser la place à des forces neuves ». Cette décision, avoue-t-il, « a mûri toute seule » durant les vacances de Pâques.

### Président de l'Assemblée générale de l'ONU
Le 14 décembre 2009, il est désigné comme président de la 65e session de l'Assemblée générale des Nations unies. Son élection effective se tient le 11 juin 2010 et son mandat débute officiellement le 14 septembre, jour de l'ouverture de la session au siège de l'organisation à New York.

### Mandats annexes
En 2015, Joseph Deiss est président du conseil d'administration de la Clinique Générale Sainte-Anne à Fribourg.

## Distinctions
- 1999 : bourgeoisie d'honneur de Barberêche[1]
- 2003 : doctorat honoris causa de l'Université de Sofia[1]

- 2007 : bourgeoisie d'honneur de Zeihen, docteur honoris causa de l'Université de Neuchâtel, Légion d’Honneur (France)[1]
- 2008 : Ordre du Soleil levant (Japon)[1]
- Lors de la construction des nouveaux bâtiments abritant la faculté des sciences économiques et sociales de l'Université de Fribourg, son nom est donné à l’auditoire le plus grand.[réf. souhaitée]

## Ouvrages
- Ruptures : Plaidoyer pour une dynamique de la paix, Genève, Éditions Slatkine, 2024, 216 p. (ISBN 978-2832113264)[6]
- Manuel d'économie politique, avec Danielle Meuwly, 1995
- Initiation à l'économie politique : analyse économique de la Suisse, 1982
- Économie politique et politique économique de la Suisse, 1979
- The regional adjustment process and regional monetary policy, 1978
- La théorie pure des termes de l'échange international, thèse de doctorat, 1971